# Mason Manville
Mason Tyler Manville (ur. 6 maja 1997) – amerykański zapaśnik walczący w stylu klasycznym. Zajął szesnaste miejsce na mistrzostwach świata w 2017.
Srebrny medalista młodzieżowych igrzysk olimpijskich z 2014. Mistrz świata kadetów w 2014 roku.
Zawodnik Wyoming Seminary High School, Pennsylvania State University.